# Bīyeh Chāl
Bīyeh Chāl (persiska: بیه چال, Bīāchāl) är en ort i Iran.   Den ligger i provinsen Gilan, i den nordvästra delen av landet, 290 km nordväst om huvudstaden Teheran. Bīyeh Chāl ligger 1 005 meter över havet och antalet invånare är 191.
Terrängen runt Bīyeh Chāl är kuperad åt nordost, men åt sydväst är den bergig. Runt Bīyeh Chāl är det ganska tätbefolkat, med 65 invånare per kvadratkilometer. Närmaste större samhälle är Owrmā, 11,0 km öster om Bīyeh Chāl. I omgivningarna runt Bīyeh Chāl växer i huvudsak blandskog.